# Pseudecheneis
Pseudecheneis is een geslacht van straalvinnige vissen uit de familie van de zuigmeervallen (Sisoridae).

## Soorten
- Pseudecheneis brachyurus Zhou, Li & Yang, 2008
- Pseudecheneis crassicauda Ng & Edds, 2005
- Pseudecheneis eddsi Ng, 2006
- Pseudecheneis gracilis Zhou, Li & Yang, 2008
- Pseudecheneis immaculata Chu, 1982
- Pseudecheneis koladynae Anganthoibi & Vishwanath, 2010
- Pseudecheneis longipectoralis Zhou, Li & Yang, 2008
- Pseudecheneis maurus Ng & Tan, 2007
- Pseudecheneis paucipunctata Zhou, Li & Yang, 2008
- Pseudecheneis paviei Vaillant, 1892
- Pseudecheneis serracula Ng & Edds, 2005
- Pseudecheneis sirenica Vishwanath & Darshan, 2007
- Pseudecheneis stenura Ng, 2006
- Pseudecheneis sulcata (McClelland, 1842)
- Pseudecheneis sulcatoides Zhou & Chu, 1992
- Pseudecheneis suppaetula Ng, 2006
- Pseudecheneis sympelvica Roberts, 1998
- Pseudecheneis tchangi (Hora, 1937)
- Pseudecheneis ukhrulensis Vishwanath & Darshan, 2007